# Université catholique de Bukavu
 (janvier 2023).
L’université Catholique de Bukavu (UCB) est une université privée de la république démocratique du Congo, basée à Bukavu (ancienne Costermansville) en Province du Sud-Kivu. Elle a été fondée en 1989 avec le statut d’institution d’enseignement supérieur de Droit privé par Monseigneur Aloys Mulindwa Mutabesha, premier archevêque noir de l'Église catholique de Bukavu.
Sa population étudiante en 2022 est de 3 766 étudiants selon les statistiques d'inscriptions de l'année académique 2021-2022.

## Histoire
L’université a été officiellement fondée le 21 novembre 1989 par décret de l’archevêque de Bukavu. Le 15 novembre 1990, elle ouvre ses portes aux étudiants. Son premier recteur est l'Abbé Professeur Vincent Mulago Gwa Cikala,.
Le 11 septembre 1991, un arrêté autorise le fonctionnement de l’université en tant qu’institution d’enseignement supérieur.
En 1992, les facultés de médecine et des sciences économiques sont ouvertes, suivies deux ans plus tard, par la Faculté de Droit. La Faculté des sciences et celle des sciences sociales sont beaucoup plus récentes. La Faculté d'Architecture a ouvert ses portes en 2018. En 2023, elle est remplacée par celle de Polytechnique dont elle devient l'un des départements.
Elle figure parmi les meilleures universités en République Démocratique du Congo,. L'Université Catholique de Bukavu a été classée "meilleure université de la RD Congo" par Global Brands Magazine pour la qualité de ses enseignements en 2019 et en 2020. Les classements du Ministère de l'Enseignement Supérieur et Universitaire de 2021 et celui de UniRank de 2022 placent l'Université Catholique de Bukavu à la deuxième position en République démocratique du Congo après l'Université de Kinshasa.

## Missions
- Eduquer les étudiants et former les ressources humaines ;
- Mener des recherches scientifiques dans tous les domaines ;
- Etablir des coopérations nationales et internationales pour assurer un développement scientifique adapté aux besoins et à la culture du peuple congolais ;
- Contribuer à l'amélioration des conditions de vie des populations et au développement de la Province et du pays.

## Objectifs
- Excellence dans tous les domaines

## Facultés
L'UCB est aujourd'hui composée de sept Facultés :
- Agronomie
- Droit
- Économie et gestion
- Médecine
- Polytechnique
- Sciences
- Sciences sociales

## Écoles et Instituts
- École de Criminologie

- École des Langues[15]
- École Régionale de Santé Publique[16]

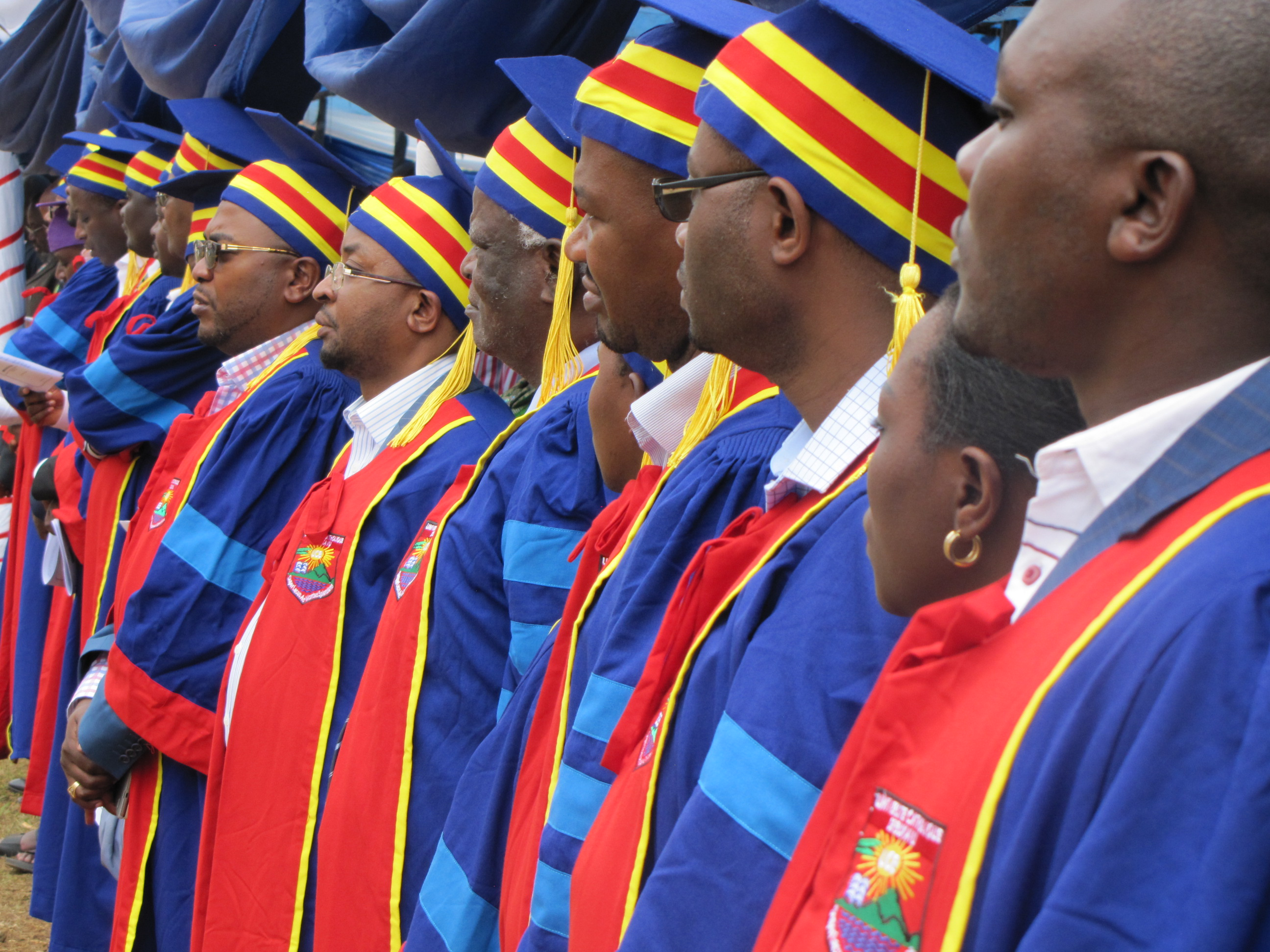
Professeurs de l'Université Catholique de Bukavu

- Institut Supérieur de Paix et Réconciliation[17]

L'École régionale de santé publique (ERSP) forme des masters en santé publique dans la ville de Bukavu. L'Institut supérieur de paix et réconciliation (ISPR) est une contribution à la recherche de la paix dans la région. Il est organisé en collaboration avec l'Association des évêques d'Afrique centrale (ACEAC). L'Université dispose également d'une École de langues et d'un Centre de formation continue dit Centre d'excellence. La formation continue est offerte aux fonctionnaires et agents publics de la République démocratique du Congo en collaboration avec la Fonction publique et le Service National de Renforcement des Capacités (SENAREC).

## Diplômes délivrés et formations spécialisées
- Baccalauréat (Licence) et Master dans toutes les Facultés
- Master spécialisé (7 programmes) et Spécialisation en Médecine
- Doctorat (PhD; Agro-écologie, Droit, Économie & Gestion).
- Formation continue (existence d’un centre à cet effet).

## Recherche
L'Université Catholique de Bukavu dispose de plusieurs centres de recherches dont :   
- Center for Tropical Diseases and Global Health (CTDGH)[22]
- Centre de Droit Public et Administratif (CEPAD)
- Centre d’Études et de Formation sur la Gestion et la Prévention des Conflits (CEGEC)[23]
- Centre Régional des Droits de l'Homme et de Droit International Humanitaire (CERDHO)[24]
- Centre d’Expertise en Gestion des Mines (CEGEMI)[25]
- Centre de Recherche en Environnement et Géo-Ressources (CREGER)[26]
- Centre Régional d’Études Interdisciplinaires Appliquées au Développement Durable (CEREIAD)
- Laboratoire d’Économie Appliquée au Développement (LEAD)[27]
- Seeds And Food Research Center (SEEFORC)
- PME Start

Les activités de recherche, les projets effectués avec les partenaires et le service à la communauté sont entre autres : le renforcement et amélioration de la filière de production et de commercialisation du Riz, l'accompagnement du secteur de micro finance, la Construction de la paix dans la région des Grands Lacs Africains, le Diagnostic moléculaire pour la gestion de la tuberculose multi-résistante, l'amélioration des capacités de détection et d’identification des agents infectieux, innovation, sécurité alimentaire et amélioration des conditions de vie en milieux ruraux, la caractérisation des sols, l'identification des maladies ravageurs des plantes, l'expertise en gestion minière (conséquences néfastes de l’usage du mercure dans l’exploitation artisanale des minerais), l'étude des maladies chroniques (diabète et hypertension), le renforcement des capacités des fonctionnaires de l’État (Centre d’Excellence – PRC GAP), l'Organisation des cliniques juridiques, l'étude sur les nouvelles variétés de café, la lutte contre les violences sexuelles et celles basées sur le genre, (…).
Elles ont un impact direct sur les communautés locales et promeuvent la recherche des solutions à apporter aux problèmes auxquels se heurtent les populations. Des résultats sont mis à la disposition des gouvernants et des populations grâce à l’organisation des restitutions publiques.
En 2009, la Faculté de droit de l'Université catholique de Bukavu a créé le Centre (régional) de recherche en Droit international humanitaire et droits humains (CERDHO). Outre les recherches en droit international, le Centre organise, en coopération avec le VLIR-UOS et l'ARES, un programme de maîtrise de recherche et de maîtrise professionnelle en droit international humanitaire et droits humains. Plusieurs professeurs de la république démocratique du Congo, de la région des grands lacs africains ainsi que de l'université catholique de Louvain, de l'université libre de Bruxelles, et d'autres pays européens ou américains (États-Unis) apportent leur contribution à ce programme[réf. souhaitée].
L'école doctorale Droit-économie a été officiellement lancée ce 15 novembre 2019.

## Service à la communauté
- Hôpital Provincial Général de Référence de Bukavu[32], avec 500 lits et 10 infirmiers spécialistes (sert d'hôpital d'enseignement et de formation; fournit des soins de qualité à la population).

- Participation à l’éducation et la formation des populations
- Éducation sur la prévention des maladies,
- Éducation sur l’amélioration des techniques agricoles par les paysans, etc.
- Éducation au recyclage de professionnels (e.g. agents de l’administration)

## Implantations
L'UCB comporte plusieurs campus universitaires tant à Bukavu qu'à l'extérieur de la ville. Il s'agit de:
1. Campus de Bugabo
2. Campus de Karhale (dans la concession de l'Institut Supérieur des Techniques Médicales de Bukavu) ou Dr. Vincent Lurhuma[34]
3. Campus Stanislas Haumont, ou de l'HPGRB
4. Campus de Kalambo
5. Campus Mgr Mulindwa

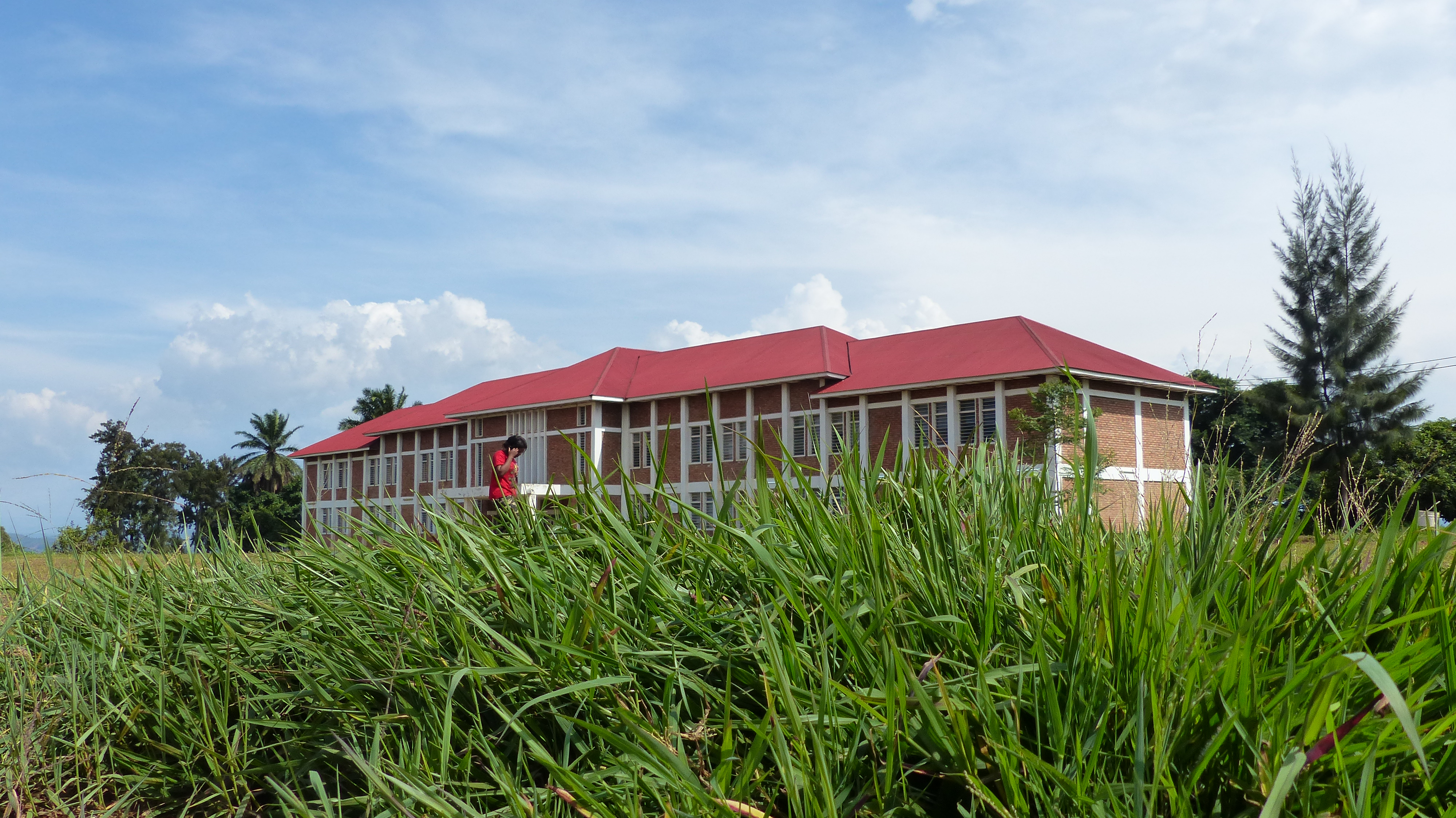
Bâtiment Rukeratabaro du Campus de Kalambo - Akuzwe Bigosi Emmanuel

Le campus de Bugabo accueille le rectorat, l'Administration centrale, la Bibliothèque centrale et quelques auditoires de taille réduite. Le bâtiment principal du campus de Bugabo est une ancienne chappelle réaménagée lors de la création de l'Université. Il s'agit d'un des premiers bâtiments de la Mission Sainte Thérèse de l'église catholique à Bukavu. Le Campus de Karhale (dans la concession de l'ISTM Bukavu) ou Dr. Vincent Lurhuma abrite les auditoires des baccalauréats et les laboratoires de recherche en Argonomie, en Biologie moléculaire et Covid-19. Le Campus Stanislas Haumont situé au sein de l'Hôpital Provincial Général de Bukavu abrite les auditoires de la Faculté de Médecine, la bibliothèque de cette Faculté et ses locaux administratifs. Ces trois sites se situent dans la ville de Bukavu en plus du Campus Monseigneur Mulindwa en cours d'érection dans la concession près du Lycée Wima. À l'extérieur de celle-ci a été construit le nouveau campus de Kalambo, 20 km de la ville de Bukavu, au bord du lac Kivu en direction de Goma. Dans un site naturel exceptionnel surplombant le lac Kivu ont été construits de nouveaux auditoires et bâtiments de recherche. L'Université Catholique de Bukavu y accueille le campus de recherche Président Obasanjo de l'International Institute of Tropical Agriculture (IITA).

## Réseau et partenariats
L'Université Catholique de Bukavu est membre de plusieurs organisations et entretient des rapports avec plusieurs institutions d'enseignement et de recherche aux niveaux local, régional et international.
Elle est membre de:
- Africa Uninet[39]
- Agence Universitaire de la Francophonie (AUF)[40],[41]
- Fédération Internationale des Universités Catholiques (FIUC)[42]
- Impact Universitaire des Nations unies (UNAI)[43]
- International Alliance for Diabetes Action (IADA)[44]
- Association des Universités Africaines (AUA)[45]
- Association des Universités et Instituts Supérieurs Catholiques d’Afrique et de Madagascar (ASUNICAM)
- Association des Universités et Instituts Supérieurs Catholiques du Congo (ASUNICACO)

## Prix et récompenses
L'Université Catholique de Bukavu est représentée par ses étudiants et enseignants aux différents concours nationaux, régionaux et internationaux dans plusieurs disciplines.
- "Concours International d'Écriture, 16 éd." par Carmy Basaki, étudiante en Bac 2 Économie, 2022[46]
- "Miss Entreprenante et Indépendante Sud-Kivu" reçu par Amada Alingilya, étudiante en Doc 3, 2022[47]
- "Concours d'éloquence, 1 éd." de l'Ambassade de France, reçu par Gabriel Shadari et Jeanette Simba, étudiants en Bac 2 Droit, 2022[48],[49]
- "Tournoi interuniversitaire de Basketball féminin de la Ville de Bukavu", remporté par l'équipe de l'UCB, 2022
- "Concours africain sur l'égalité des sexes", remporté par Rayan Anciza Migani et Pacifique Murhula Bahati, étudiants en L2 Droit, 2023

## Docteurs Honoris Causa
- Colette Braeckman, Le Soir, 2020[5],[6]
- Prof. René Fiasse, Université Catholique de Louvain, 2020[7],[9]
- Prof. André Vincent, Université Catholique de Louvain, 2020[50],[51]
- Prof. Jean-Jacques Muyembe Tamfum, INRB et Université de Kinshasa, 2020[10],[11]
- Prof. Mgr. Tharcisse Tshibangu Tshishiku[12], 2020[13],[14]
- Mgr. Christophe Munzihirwa Mwene Ngabo, 2021[15],[16],[17]